# Amboss (Anatomie)
Der Amboss (lateinisch Incus) ist ein kleiner Knochen im Mittelohr der Säugetiere und gehört zu den Gehörknöchelchen. Er liegt zwischen Hammer und Steigbügel und ist für die Übertragung des Schalls von Bedeutung.

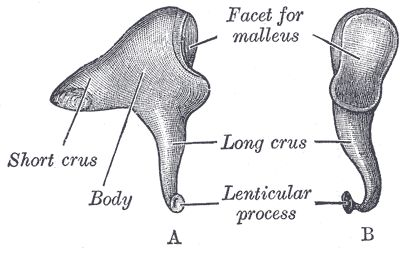
Incus

## Phylogenese
Der Amboss entsteht embryonal aus dem oberen Teil des 1. Kiemenbogens, dem sogenannten Palatoquadratum. Bei den Nichtsäugetieren bildet das Os quadratum noch das primäre Kiefergelenk und steht in Beziehung zum Meckelschen Knorpel.

## Anatomie des Amboss beim Menschen
Erstmals anatomisch beschrieben wurden Hammer und Amboss durch Alessandro Achillini.
Der Amboss im menschlichen Ohr besteht aus einem Körper (Corpus), an dem sich eine Gelenkfläche für die gelenkige Verbindung mit dem Hammer befindet. Vom Körper entspringt ein langer und ein kurzer Schenkel, Crus longum und Crus breve. Das Crus longum endet im Linsenbeinfortsatz (Processus lenticularis), der mit dem Steigbügel in gelenkiger Verbindung steht. Die Länge des Körpers variiert zwischen 4,8 und 5,4 Millimeter, die Länge des langen Schenkels zwischen 4,3 und 5,5 Millimeter. Der Amboss hat eine Masse von etwa 30 Milligramm.